# Alda Merini
Alda Merini (* 21. März 1931 in Mailand; † 1. November 2009 ebenda) war eine italienische Poetin und Romanautorin.

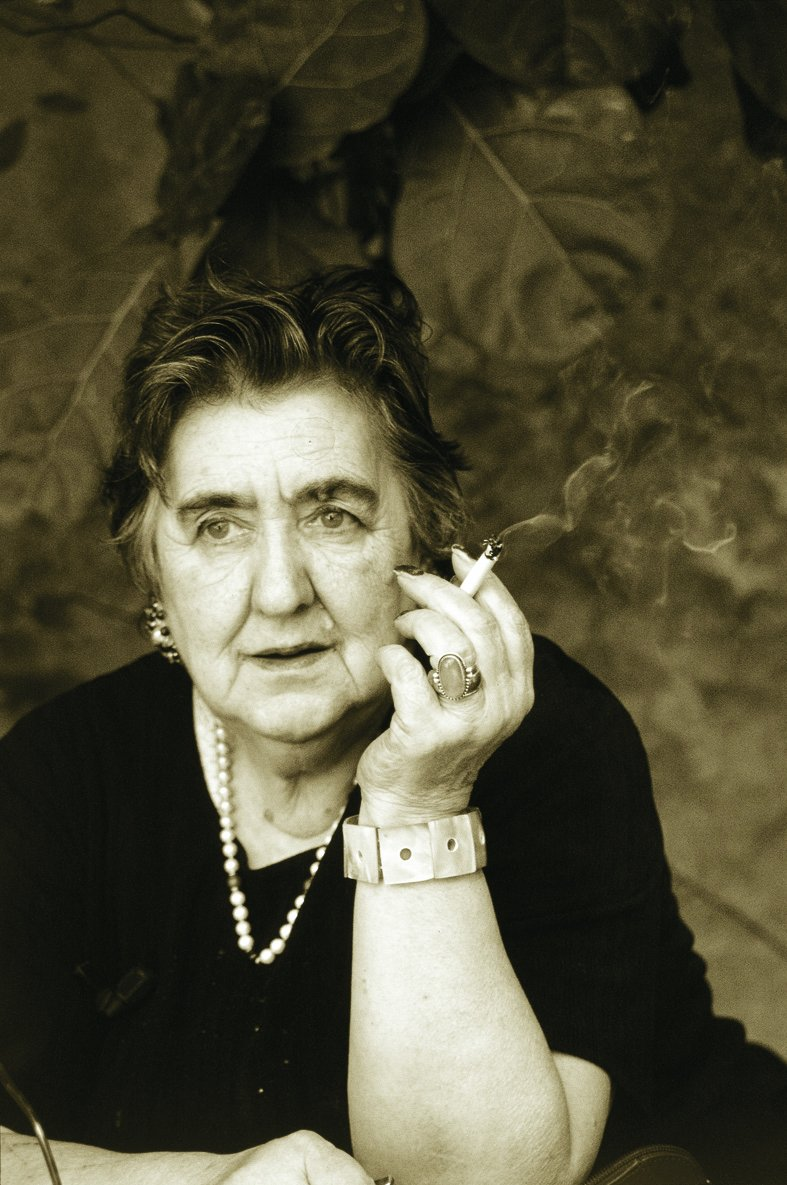
Porträt Merinis, eine Zigarette rauchend

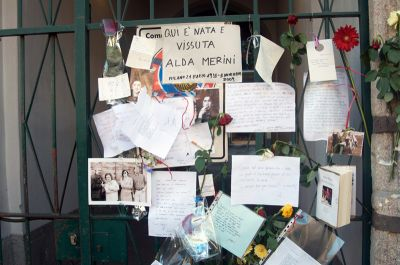
Trauerbekundungen nach Merinis Tod an ihrem Hauseingang

## Leben
Alda Merini war das mittlere Kind einer Hausfrau und eines leitenden Angestellten der Assicurazioni Generali Venezia. Da sie die Aufnahmeprüfung in Italienisch für das traditionsreiche liceo Manzoni nicht bestand, besuchte sie stattdessen die Fachoberschule Laura Solera Mantegazza. Außerdem widmete sich Merini dem Klavierspiel.
Durch die Vermittlung von Silvana Rovelli wurde Merini, seit sie 16 Jahre alt war, von Angelo Romanò sowie Giacinto Spagnoletti gefördert. Letzterer nahm zwei Gedichte der 19-Jährigen in Poesia italiana contemporanea 1909 - 1949 (1950) auf, Luce und Il gobbo, und schrieb auch das Vorwort für ihre 1953 publizierte, von der Kritik gelobte Gedichtsammlung La presenza di Orfeo. Ihre Gedichte erschienen ebenfalls in der von Luciano Erba und Piero Chiara herausgegebenen Quarta generazione, welche auch einer poetischen Strömung ihren Namen gab. 1951 wurden auf Empfehlung Eugenio Montales und Maria Luisa Spazianis vier ihrer Gedichte im Buch Poetesse del Novecento veröffentlicht.
Sowohl Giorgio Manganelli, den sie im Haus Spagnolettis kennenlernte, als auch Salvatore Quasimodo gehörten zu ihren Liebhabern. Geheiratet hatte Merini 1953 jedoch einen Bäckereikettenbesitzer namens Ettore Carniti, mit dem sie vier Kinder zur Welt brachte.
Ihre Gedichte wurden von Pier Paolo Pasolini und Maria Corte sehr geschätzt. Corte war es dann auch, die Merini nach ihrem zwanzig Jahre dauernden Aufenthalt in verschiedenen psychiatrischen Anstalten wieder zu publizieren half. 1981 verstarb Merinis Ehemann. Nach der Hochzeit mit dem Poeten Michele Pierri zwei Jahre später zog sie in dessen Heimatstadt Tarent. Dort schrieb sie ihr erstes Werk in Prosa. Sie schilderte in L’altra verità. Diario di una diversa tagebuchartig Szenen aus ihrem Leben.
Ins Navigli-Viertel in den Corso di Ripa Ticinese kehrte sie nach einem weiteren Aufenthalt in einer psychiatrischen Anstalt zurück. Dort entwickelte sie sich zur pazza della porta accanto, der Verrückten von nebenan. Doch schien sie nie die Lebensfreude zu verlassen: «Io la vita l' ho goduta tutta, a dispetto di quello che vanno dicendo sul manicomio. Io la vita l' ho goduta perché mi piace anche l' inferno della vita, e la vita è spesso un inferno. Per me la vita è stata bella perché l' ho pagata cara», (Ich habe mein ganzes Leben genossen, trotz dessen, was man über die Irrenanstalten sagt. Ich habe das Leben genossen, weil mir auch die Hölle im Leben gefällt und das Leben ist oft die Hölle. Für mich war das Leben schön, weil ich es teuer bezahlen musste) konstatierte sie 1994 in einem Interview.
Nach ihrem Tod an Allerheiligen 2009 im Hospital San Paolo wurde sie am 4. November mit einem Staatsbegräbnis und einer Messe im Mailänder Dom beigesetzt. Ihr Grab befindet sich auf dem Friedhof Cimitero Monumentale neben italienischen Literaturgrößen wie Alessandro Manzoni und Salvatore Quasimodo.

## Werk
Die Verbindung von Erotik mit Mystik beziehungsweise Religion, von Licht und Schatten zieht sich durch das gesamte Werk Merinis. Ihr Stil zeugt von einer immensen Konzentration und wurde erst im Laufe der Zeit etwas direkter, spontaner.
La Terra Santa ist wahrnehmbar von ihren Klinikaufenthalten geprägt und wird als ihr Hauptwerk angesehen.

## Preise und Auszeichnungen
- 1993 erhielt sie den Premio Librex-Guggenheim „Eugenio Montale“ für Poesie
- Premio Latina 1995 und zur Finalistin des Premio Rapallo 1996 für La pazza della porta accanto
- 1996 den Premio Viareggio
- 1996 wurde sie von der Académie française für den Literatur-Nobelpreis vorgeschlagen[5]
- 1997 den Premio Procida-Elsa Morante
- 1999 den Premio della Presidenza del Consiglio dei Ministri für den Bereich Poesie[6]
- Verdienstorden der Italienischen Republik Dritter Klasse am 1. Juni 2002[7]
- 2002 erhielt sie für Magnificat. Un incontro con Maria den Premio Dessì für Poesie
- 2007 erhielt sie den Preis ‘Elsa Morante Ragazzi' für ‚Alda e Io – Favole' in Mitarbeit mit dem Fabelschriftsteller Sabatino Scia

## Werke
Poesie
- La presenza di Orfeo (Schwarz 1953)
- Paura di Dio (Scheiwiller 1955)
- Nozze romane (Schwarz 1955)
- Tu sei Pietro (Scheiwiller 1962)
- La presenza di Orfeo (Scheiwiller 1993, die Ausgabe enthält alle vier zuvor genannten Werke)
- La Terra Santa (Scheiwiller 1984)
- Testamento (Crocetti 1988)
- Vuoto d’amore (Einaudi 1991)
- Ballate non pagate (Einaudi 1995)
- Fiore di poesia (1951–1997) (Einaudi 1998)
- Superba è la notte (Einaudi 2000)
- L’anima innamorata (Frassinelli 2000)
- Corpo d’amore, Un incontro con Gesù (Frassinelli 2001)
- Magnificat. Un incontro con Maria (Frassinelli 2002)
- Poema di Pasqua (Acquaviva 2003)
- La carne degli Angeli (Frassinelli 2003)
- Più bella della poesia è stata la mia vita (Einaudi 2003 mit VHS)
- Clinica dell'abbandono (Einaudi 2004)

Prosa
- L’altra verità. Diario di una diversa (Scheiwiller 1986)
- Delirio amoroso (il Melangolo 1989)
- Il tormento delle figure (il Melangolo 1990)
- Le parole di Alda Merini (Stampa alternativa 1991)
- La pazza della porta accanto (Bompiani 1995)
- La vita facile (Bompiani 1996)
- Lettere a un racconto. Prose lunghe e brevi (Rizzoli 1998)
- Il ladro Giuseppe. Racconti degli anni Sessanta (Scheiwiller 1999)

Übersetzung
- Die andere Wahrheit : Tagebuch einer Andersartigen, aus dem Italienischen von Marco Grosse, Zwiefalten : Verlag Psychiatrie und Geschichte, 2024, ISBN 978-3-931200-34-3
- Das Fleisch der Engel. Gedichte und Erinnerungen, aus dem Italienischen von Ulrike Schimming, S. Marix Verlag, Wiesbaden, 2024, ISBN 978-3-7374-1238-4
- Die schönsten Gedichte schreibt man auf Steine. Lyrik 1947-2009, aus dem Italienischen von Christoph Ferber, Dieterich’sche Verlagsbuchhandlung, Mainz, 2024, ISBN 978-3-87162-119-2
- Die verliebte Seele, aus dem Italienischen von Marco Grosse, Moloko Print, o. O., 184/2022, ISBN 978-3-948750-90-9

## Dokumentation
- Alda Merini, Una donna sul palcoscenico (2009) Dokumentarfilm von Cosimo Damiano Damato[8]